# شکرلو

## جغرافیا
روستای شکرلو در شمال غربی کشور ایران، غرب دریای کاسپین، شمال شرقی آذربایجان، شمال استان اردبیل، شمال شرقی شهرستان گرمی مغان و در دهستان اجارود مرکزی در ۹ کیلومتری شهر گرمی در حاشیه رودخانه تولون (تولون چای) در مسیر جاده ارتباطی گرمی-چای‌پارا و در دامنه کوه حاجی‌حسن قرار دارد. شوکورلو نیز همانند اکثر روستاهای شهرستان گرمی شامل دو بخش شوکورلوی علیا و شوکورلوی سفلی می‌باشد.
در شکرلوی علیا ۱۵ خانوار ساکن هستند و جمعیت ثابت آن بر اساس آمار سال ۹۰ در حدود ۵۴ نفر می‌باشد. اما چون اکثر آنهایی که به شهرها مهاجرت کرده‌اند همچنان زمین‌های خود را حفظ کرده‌اند در فصول کاشت و برداشت محصول جمعیت این روستا تا ۱۵۰ نفر نیز افزایش می‌یابد. تقریباً تمامی اهالی شکرلوی سفلی به شهرها مهاجرت کرده‌اند و تنها یک‌نفر در این روستا ساکن است و از این حیث شاید بتوان گفت کم جمعیت‌ترین روستاهاست. در سال‌های اخیر نوعی مهاجرت معکوس به روستا آغاز شده‌است.

## تاریخچه شکرلو
شکرلو از روستاهای تاریخی و مهم منطقه مغان محسوب می‌شود. قدمت روستای شکرلو به دوران اشکانی و قرون اولیه اسلام برمی گردد. شکرلو تپه‌های باستانی مهم آقامال تپه سی و مطلب تپه سی را در خود جای داده که در فهرست آثار تاریخی ایران ثبت گردیده‌است. این تپه‌ها در حاشیه شرقی رودخانه تولون چای قرار دارند و از دامنه‌های شرقی آنها عموماً به عنوان گورستان استفاده می‌شده که اجساد مردگان در داخل خمره‌هایی قرار گرفته و در دامنه ای که رو به محل طلوع خورشید است دفن می‌شده که موید آیین مهرپرستی در این منطقه می‌باشد. علاوه بر تپه‌های متعدد باستانی آثار بسیار دیگری در بخش‌هایی که خانه‌های اهالی روی آن احداث شده، بدست آمده‌است که موید قدمت تاریخی روستا می‌باشد. نام این روستا در دفاتر قدیمی ثبت اسناد قاسم کندی به ثبت رسیده‌است. آنچه مسلم است دوره جدید و تجدید حیات روستادر حدود ۱۵۰ سال پیش با مهاجرت ۵ برادر به نام‌های آبیش-قاسم-موسی-شوکور و شاه علی (فرزندان شاه گلدی که خود از نوادگان مدد است) به این روستا آغاز شده که این ۵ برادر به همراه مادر خود پری ننه در آن جا ساکن شده اندو مالکان و بنیانگذاران اصلی روستا می باشندو از طرف خان نمین به آنها سندی اعطا شده که اصل سند همچنان موجود است. بعداً عده ای نیز از روستاهای دور و نزدیک به آنجا مهاجرت کرده و ساکن شده‌اند که به آنها غیر مالک هامپا گفته می‌شود که روی زمین‌های مالکان اصلی کار می‌کردند. البته بعد از قانون اصلاحات اراضی زمین‌هایی که روی آنها کار می‌کردند به آنها واگذار شد. نام‌های شکرلو و قاسم کندی از اسامی دو تن از این برادران گرفته شده‌است.

## آثار باستانی شکرلو (شوکورلو)
شکورلو دارای دو تپه باستانی مهم می‌باشد که هرکدام رمزگشای اسرار فرهنگی تاریخی زندگی مردمان این سرزمین است.

### آغامعلی تپه سی و مطلب تپه سی
|  |  |  |  |
|  |  |  |  |
|  |  |  |  |

هردوی این تپه‌ها در شرق روستای شوکورلو در ۵ کیلومتری شمال شرقی شهر گرمی و در جوار رودخانه تولون (تولون چای) قرار دارد. این تپه‌ها به دوران اشکانی و قرون اولیه اسلام منسوب بوده و به ترتیب با شماره‌های ۶۲۴ و ۶۲۷در فهرست آثار تاریخی کشور ایران به ثبت رسیده‌است. تا بحال ده‌ها مجسمه سفال و سکه از آن کشف شده‌است.

## اقتصادوشغلاهالی
اراضی روستا دارای خاکی بسیارمرغوب با قابلیت کشت انواع محصولات کشاورزی بوده و به همین سبب شغل اغلب اهالی شکورلو کشاورزی و دامداری و در برخی موارد صنایع دستی می‌باشد.

## آب و هوا
آب و هوای شوکورلو در زمستان معتدل و در تابستان گرم است.